# Kościół św. Ignacego Loyoli i św. Piotra i Pawła w Niemcach
Kościół świętego Ignacego Loyoli i świętych Piotra i Pawła – rzymskokatolicki kościół parafialny należący do parafii pod tym samym wezwaniem (dekanat Lubartów archidiecezji lubelskiej).
Kamień węgielny został poświęcony w czerwcu 1907 roku przez biskupa lubelskiego. Gotowa świątynia została poświęcona w październiku 1909 roku. Autorem projektu kościoła jest Jan Brzosko. 

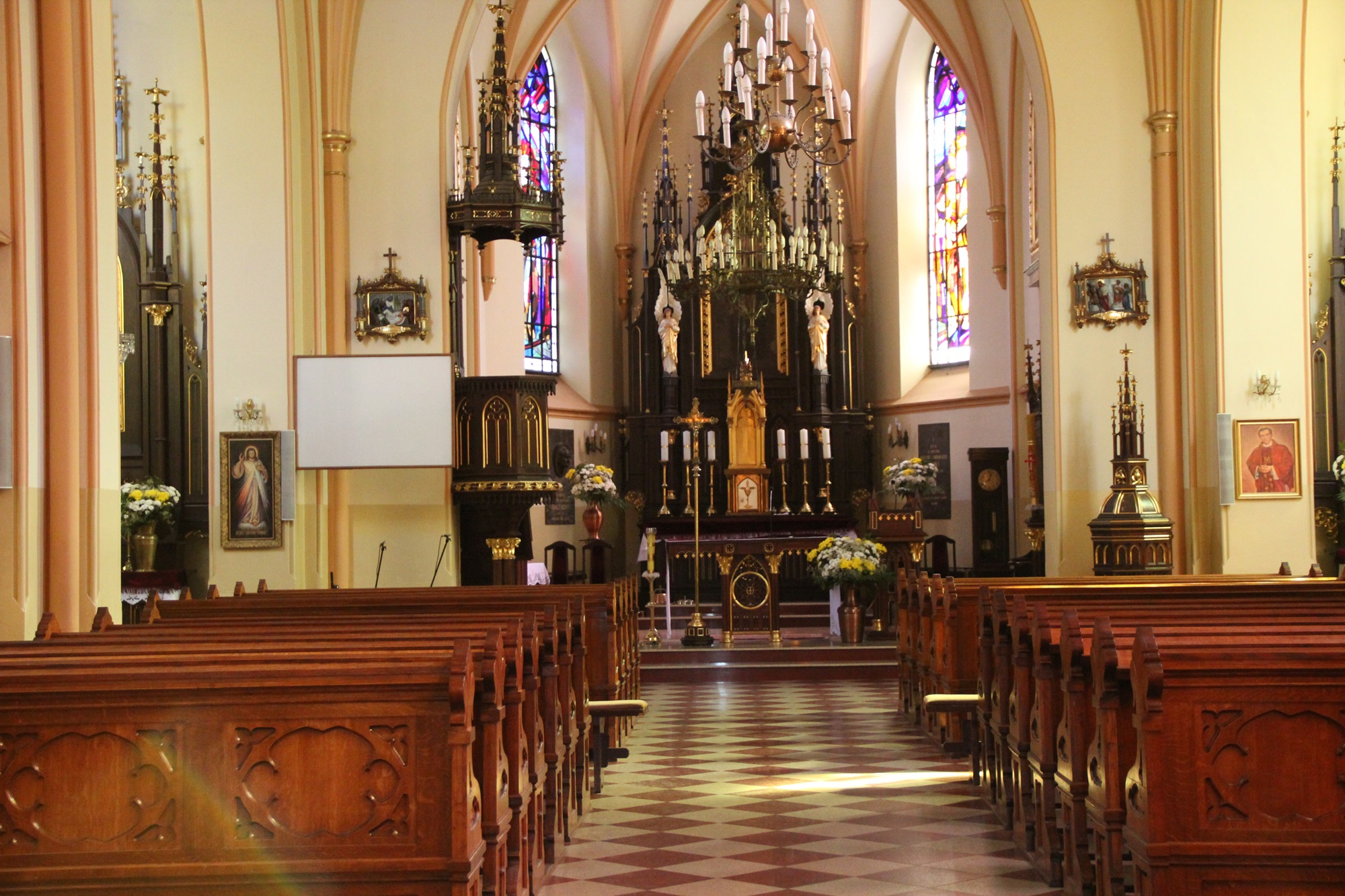
Wnętrze świątyni

Jest to kościół murowany, wzniesiony z czerwonej cegły, reprezentujący styl neogotycki. Budowla jest orientowana, wybudowana na planie krzyża łacińskiego, posiada jedną nawę z transeptem. Bryła świątyni charakteryzuje się wysoką, czterokondygnacyjną wieżą frontową z kruchtą w przyziemiu. Jest ona nakryta smukłym, czteropołaciowym dachem namiotowym i w całości jest dwukrotnie wyższa od korpusu świątyni. Do boków wieży są dobudowane symetrycznie dwa aneksy – jeden mieszczący klatkę schodową prowadzącą na chór i wieżę, drugi będący kruchtą boczną.
Wszystkie okna, prześwity dzwonne i otwory wejściowe mają ostrołukowy kształt, nawiązujący do stylu gotyckiego. W ramach okiennych nawy i prezbiterium zostały użyte maswerki. Główne wejście do świątyni znajdujące się we froncie wieży otoczone jest ostrołukowym, jasno otynkowanym portalem zakończonym wimpergą (czyli dekoracyjnym trójkątem). Przypory ozdobione są – także jasno otynkowaną – blendą. Motyw blendy w formie fryzu został również użyty do udekorowania elewacji prezbiterium, szczytów transeptu i boków wieży. Elewacja korpusu nawy jest ozdobiona profilowanym gzyms koronującym, wykonanym z cegły oraz fryzem składającym się z czworoliści.
Sklepienie wnętrza świątyni jest krzyżowo-żebrowe (znajduje się w nawie, prezbiterium i bocznych przęsłach transeptu), gwiaździste i krzyżowe. Ściany są otynkowane na jednolity kolor.